# Hicham Mahdoufi
Hicham Mahdoufi (ur. 5 sierpnia 1983 w mieście Churibka) – piłkarz marokański grający na pozycji lewego pomocnika.

## Kariera klubowa
Mahdoufi pochodzi z miasta Khouribga. Piłkarską karierę rozpoczął w tamtejszym klubie Olympique Khouribga. W 2001 roku w wieku 18 lat zadebiutował w lidze marokańskiej. W 2005 roku dotarł do finału Pucharu Maroka, a w 2006 roku wraz z Olympique zdobył go. Natomiast w sezonie 2006/2007 wywalczył swój pierwszy jak dotąd tytuł mistrza kraju. Został też wyróżniony nagrodą dla najlepszego piłkarza sezonu.
Latem 2007 Mahdoufim zainteresowały się europejskie kluby, ale on sam wybrał ofertę Dynama Kijów. W lipcu wystąpił w kilku sparingach drugiego zespołu, ale nie wywalczył miejsca w kadrze A. 30 sierpnia został wypożyczony do Metalistu Charków. 4 października zdobył pierwszego gola dla nowego klubu w przegranym 2:3 domowym meczu Pucharu UEFA z Evertonem. Następnie grał w JS Massira Laâyoune, Raja Casablanca i Difaâ El Jadida.

## Kariera reprezentacyjna
W reprezentacji Maroka Mahdoufi zadebiutował w 2006 roku. W 2008 roku został powołany przez selekcjonera Henriego Michela do kadry na Puchar Narodów Afryki 2008.